# Стрельник Леонід Петрович
Леоні́д Петро́вич Стре́льник (4 лютого 1947, Оріхове, Сєвєродонецький район, Луганська область — 1 листопада 2017, Вінниця) — український письменник. Член Національної спілки письменників України (1979).

## Біографія
Народився 4 лютого 1947 року в селі Оріхове Попаснянського району Луганської області. Випускник Літературного інституту імені М. Горького в Москві (факультет поезії, 1976). Обирався відповідальним секретарем та головою Луганської обласної організації НСПУ (1990). У 2015 році переїхав з Луганщини до міста Вінниці, де помер 1 листопада 2017 року. Похований у с. Деребчин Шаргородського району на Вінниччині.

## Літературна діяльність
Автор збірок поезії: «На видноті» (1977), «Дорога в квітень» (1980), «Борозна» (1989), «Любити й після себе», «Дивовид» (1995), «Моє євангеліє»; для дітей «Чарівна абетка» (1998), «Де б не стрів калину» (2003), «Зозуля» (2009), «Нетанучі сніги» (2012); «Слово о полку Ігоревім» (переспів) (1997); книги прози «Летюча хатина» (1996); документалістики: «На семи вітрах» і «З козацького роду»; критики «Світом править доброта» і «Світлий, як сльоза Вітчизни».
Лавреат луганських обласних літературних премій імені Т. Шевченка, Г. Сковороди, В. Сосюри, Б. Горбатова, М. Чернявського.